# Zenon Moszner
Zenon Moszner (ur. 16 maja 1930 w Chorzowie, zm. 25 września 2021 w Krakowie) – polski matematyk, rektor Wyższej Szkoły Pedagogicznej w Krakowie w latach 1971–1975 i 1981–1983.

## Życiorys
W 1951 uzyskał tytuł magistra matematyki na Uniwersytecie Jagiellońskim. W 1957 doktoryzował się (promotorem doktoratu był Stanisław Gołąb) i w 1963 uzyskał habilitację na tej samej uczelni. Tytuł profesora nadzwyczajnego nauk matematycznych został mu nadany w 1969, a profesora zwyczajnego w 1978.   
W Wyższej Szkole Pedagogicznej w Krakowie sprawował funkcje: rektora (1971–1975 i 1981–1983), dziekana Wydziału Matematyczno-Fizyczno-Technicznego (1965–1968) oraz dyrektora Instytutu Matematyki (1975–1981 i 1984–1989). W 1996 uczelnia ta nadała mu tytuł doktora honoris causa. Na emeryturę przeszedł w 2000.  
Od 1960 należał do Polskiego Towarzystwa Matematycznego. W latach 1971–1981 i 1985–1993 był członkiem zarządu jego Oddziału Krakowskiego. Był także członkiem Komitetu Nauk Matematycznych PAN i japońskiego towarzystwa naukowego Tensor. W latach 1980–1985 pełnił funkcję przewodniczącego Rady Naukowej Instytutu Matematyki AGH.
Razem z Anną Krygowską współinicjował piątą serię roczników Polskiego Towarzystwa Matematycznego pt. Dydaktyka Matematyki, od 1990 do 1992 był jej redaktorem naczelnym. Należał też do komitetu redakcyjnego pisma Aequationes Mathematicae. Przewodniczył Jury Konkursu im. Marka Kuczmy na najlepszą polską pracę z równań funkcyjnych.  
Napisał około 150 prac naukowych (opublikowanych m.in. w „Aequationes Mathematicae”, „Annales Polonici Mathematici”, „Bulletin des Sciences Mathématiques” i „Annales Scientifiques de l’École Normale Supérieure”) dotyczących teorii obiektów geometrycznych, teorii równań funkcyjnych, w tym równania translacji i jego zastosowań oraz problemów kształcenia nauczycieli i nauczania matematyki. Wypromował 17 doktorów, z których 3 (w tym Stanisław Midura i Józef Tabor) uzyskało tytuł profesora. Jest uważany za jednego z twórców polskiej szkoły równań funkcyjnych.
Był odznaczony Krzyżem Kawalerskim, Komandorskim i Komandorskim z Gwiazdą Orderu Odrodzenia Polski oraz Medalem Komisji Edukacji Narodowej. Pięciokrotnie otrzymał nagrodę Ministra Edukacji Narodowej (w 1965, 1970, 1975, 1977 i 1984).
Pochowany na Cmentarzu Salwatorskim (sektor SC1-3-2).